# 万寿塔 (上海市)
万寿塔，俗称南门塔。位于上海市青浦区夏阳街道塔湾村。始建于清乾隆八年(1743年)，三十九年重修。塔为方形，7级4面，砖木结构，塔基每边边长4.35米，塔高24.53米。光绪九年(1883年)，有一铜匠上塔偷锡，于熔锡时失火，塔顶、腰檐、梯级等木构全毁。仅存塔身。2009年，青浦区人民政府对万寿塔进行了修复，整个修复工程包括对砖砌塔身破损、开裂处进行加固和修补，恢复底层副阶的柱子、柱础、斗拱、梁架和屋面，恢复各层腰檐、斗拱、平座、栏杆，恢复塔心木及塔刹的覆盆、露盘、相轮、宝瓶等金属附件，并且补修了塔刹，修复后塔高32. 9米。在塔四周又圈起白色围墙作为保护，重题“万寿塔院”匾额及碑予以纪念。1956年10月18日公布为江苏省文物保护单位。1959年3月公布为青浦县文物保护单位。2014年4月4日公布为上海市文物保护单位。